# هدسون فرناندو توبياس دي كارفاليو
هدسون فرناندو توبياس دي كارفاليو هو لاعب كرة قدم برازيلي، ولد في 18 يوليو 1986 في سوروكابا في البرازيل. لعب مع باوليستا ونادي سلوفان ليبيريتس ونادي فورتاليزا.

## وصلات خارجية
- هدسون فرناندو توبياس دي كارفاليو على موقع قاعدة بيانات كرة القدم.إي يو (الإنجليزية)
- هدسون فرناندو توبياس دي كارفاليو على موقع Soccerway.com (الإنجليزية)